# Los Ángeles (Matías Romero)
Los Ángeles es una comunidad en el Municipio de Matías Romero Avendaño en el estado de Oaxaca. Los Ángeles está a 40 metros de altitud, en la zona más alta y a 3 metros a orillas del río Jaltepec, su principal fuente de ingresos es la ganadería y la agricultura principalmente la siembra de maíz y naranjas.

## Geografía
Está ubicada a 17° 14' 2.04" latitud norte y 95° 5' 44.52" longitud oeste.

## Población
Según el censo de población de INEGI del 2010: la comunidad cuenta con una población total de 1144 habitantes, de los cuales 580 son mujeres y 564 son hombres. Del total de la población 14 personas hablan alguna lengua indígena.

## Ocupación
El total de la población económicamente activa es de 321 habitantes, de los cuales 302 son hombres y 19 son mujeres.
Las actividades económicas están encabezadas por la ganadería (vacuno) y la fruticultura (naranja), sin embargo el cultivo de maíz y frijol ocupa un lugar importante.